# تویوتا لندکروزر (جی۴۰)
تویوتا لندکروزر (جی۴۰) (به انگلیسی: Toyota Land Cruiser (J40)) (یک مدل از تویوتا لند کروزر) خودرویی است که در سال‌های ۱۹۶۰ تا ۱۹۸۴تولید شده است. تولید این خودرو در برزیل تا سال ۲۰۰۱ هم ادامه داشت. این خودرو در کلاس کامپکت اس‌یووی قرار گرفته، است.

## مدلها و تاریخچه
در جنگ ایران و عراق، یکی از خودروهایی بود که ارتش ایران از آن استفاده زیادی می‌کرد.
و این خودرو جزء خودرو های نفر بر ایران به حساب می آمد و کارایی بالای در آن زمان داشت
و این ماشین قابلیت آفرودی بالای داشت و همچنین سه نمونه ازاین خودرو با نام های تویوتا کالسکه،تویوتا وانت،تویوتا آمبولانسی در ایران وجود دارد

## نسلهای بعدی

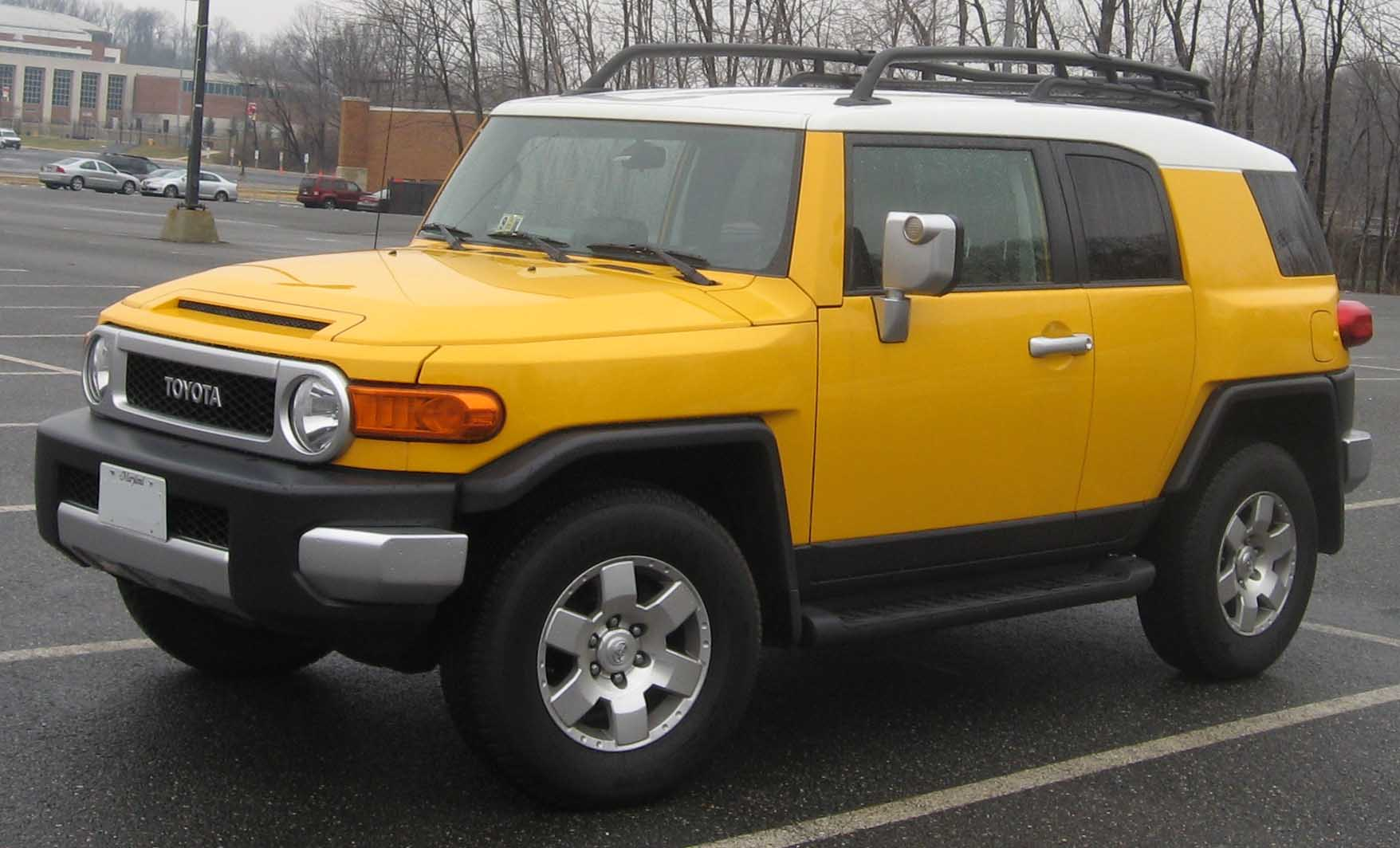
Toyota FJ Cruiser

Toyota FJ Cruiser نسل امروزی این خودرو است که از سال ۲۰۰۷ در ژاپن و چین تولید می‌شد و تولید آن در سال ۲۰۱۴ متوقف شد.